# Jordan Tell
Pour les articles homonymes, voir Tell.
Jordan Tell, né le 10 juin 1997 aux Abymes en Guadeloupe, est un footballeur français. Il évolue au poste d'attaquant.

## Biographie

### Formation au SM Caen et débuts en Ligue 1
Né le 10 juin 1997 aux Abymes, en Guadeloupe, Jordan Tell commence à jouer au football en club avec la Solidarité scolaire de Baie-Mahault, en octobre 2003, alors qu'il est âgé de six ans. Neuf ans plus tard, il dispute avec la sélection de Guadeloupe la Coupe nationale des 14 ans, et s'y fait remarquer. Au printemps 2012, il signe ainsi un accord de non-sollicitation en faveur du Stade Malherbe de Caen, club ayant lié un partenariat avec la Ligue guadeloupéenne de football, et ayant ainsi formé plusieurs joueurs originaires de cette île, à l'image de Thomas Lemar. Ses performances dans les équipes de jeunes du SM Caen lui valent plusieurs sélections dans les équipes de France de jeunes. Durant l'année 2013, il dispute ainsi onze matchs et marque sept buts avec les moins de 16 ans, puis connaît ensuite deux sélections avec les moins de 17 ans et trois avec les moins de 18 ans. Dès la saison 2013-2014, il fait son apparition avec l'équipe réserve du Stade Malherbe, avec laquelle il marque deux buts en huit matchs en CFA2. Au total, durant sa formation, il joue 38 matchs et marque huit buts à ce niveau avec l'équipe caennaise.
Au printemps 2017, alors que son club se bat pour se maintenir en Ligue 1, Jordan Tell intègre le groupe professionnel caennais. Son entraîneur Patrice Garande le convoque pour une rencontre de championnat prévue au stade du Moustoir contre le FC Lorient, au détriment de Pape Sané, habituelle doublure de l'avant-centre titulaire Ivan Santini, justifiant sa confiance par ses « bonnes performances » et « l'envie » démontrée par le jeune attaquant à l'entraînement. Le 2 avril 2017, Jordan Tell dispute ainsi son premier match en Ligue 1, en remplaçant le défenseur Alaeddine Yahia à la fin de cette rencontre, perdue par le SM Caen face aux Lorientais. Durant la fin de saison 2016-2017, il fait ainsi cinq apparitions en championnat, toutes en tant que remplaçant.

### Premier contrat professionnel au Stade rennais FC et prêts en Ligue 2
Maintenu en Ligue 1, le Stade Malherbe de Caen propose à Jordan Tell un premier contrat professionnel d'un an, avec deux années supplémentaires en option. Une proposition à laquelle le joueur ne donne pas suite, donnant sa préférence à un contrat de trois ans, proposé par le Stade rennais, lequel le suivait depuis longtemps par l'intermédiaire de Landry Chauvin, ancien directeur du centre de formation bas-normand. Le 20 juin 2017, il signe ainsi son premier contrat professionnel en faveur du Stade rennais, le club breton versant une indemnité de formation de 450 000 euros au SM Caen.
Après avoir réalisé l'ensemble de la préparation estivale à la saison 2017-2018 avec le groupe professionnel rennais, il est lancé en compétition officielle par Christian Gourcuff lors de la première journée de Ligue 1, lors d'un match disputé au stade de l'Aube contre l'ES Troyes AC. Il remplace Adrien Hunou à la 57e minute de jeu, et marque son premier but professionnel douze minutes plus tard, sur un centre de Firmin Mubele, offrant l'égalisation et le match nul à son nouveau club,.
Le 30 janvier 2018, en manque de temps au Stade rennais FC (six apparitions), il est prêté jusqu'à la fin de saison au Valenciennes FC. Il inscrit son premier but le 16 février en ouvrant le score face à l'AC Ajaccio.
Le 27 juillet 2018, il prolonge son contrat jusqu'en 2022 avec le club breton puis est prêté à l'US Orléans.
Le 27 août 2019, il est prêté au SM Caen, à cause d'une blessure qui aura duré plusieurs mois il ne dispute que cinq matchs.

### Transfert au Clermont Foot 63
Le 7 juillet 2020, Jordan Tell s'engage pour deux saisons avec le Clermont Foot 63,.

### Grenoble Foot 38
Le 31 janvier 2022, il signe un contrat d'un an et demi avec Grenoble Foot 38, qu'il prolonge le 5 janvier 2023 de deux ans. Il est licencié par le club isérois fin juillet 2023 pour ne pas s'être rendu au retour à l'entraînement, le joueur disputant alors la Gold Cup sous les couleurs de la Guadeloupe. Grenoble estime que la Guadeloupe n'étant pas reconnu comme sélection de la Fifa, le club pouvait légitimement bloquer son départ pour la compétition, lui qui avait autorisé Tell à la faire durant ses congés, mais pas après, souhaitant une équipe complète au retour des vacances estivales. Si le club s'est strictement tenu à la législation du travail, l'UNFP (syndicat des joueurs professionnels) soutient l'attaquant guadeloupéen, qui envisage alors de faire un recours aux prud'hommes,. 

### Stade Lavallois
Jordan Tell retrouve assez rapidement un club, le 1er septembre 2023, en s'engagent pour deux saisons au Stade Lavallois. Remplaçant, derrière l'indéboulonnable Malik Tchokounté, il connait 18 premiers mois difficile. En janvier 2025, alors en manque de temps de jeu, il est sur le départ. Mais c'est précisément à ce moment-là, qu'il va complètement se relancer, après avoir notamment refusé une offre de prêt au FC Rouen. Il connait ces premières titularisations de la saison contre le Clermont Foot, puis l'ESTAC, face à qui il marque son premier but en Ligue 2 avec le Stade Lavallois. Il délivre également deux passes décisives sur ce même mois de janvier 2025.

### Parcours en sélection
Jordan Tell joue une vingtaine de matches avec les sélections juniors françaises.
En mars 2023, il est sélectionné en équipe de Guadeloupe pour deux matches de la Ligue des nations de la CONCACAF.

## Statistiques
| Saison                | Club                   | Championnat           | Championnat | Championnat | Championnat | Coupe nationale | Coupe nationale | Coupe nationale | Coupe de la Ligue | Coupe de la Ligue | Coupe de la Ligue | Total | Total | Total |
| Saison                | Club                   | Division              | M.          | B.          | P.d.        | M.              | B.              | P.d.            | M.                | B.                | P.d.              | M.    | B.    | P.d.  |
| 2016-2017             | SM Caen                | Ligue 1               | 5           | 0           | 0           | -               | -               | -               | -                 | -                 | -                 | 5     | 0     | 0     |
| Sous-total            | Sous-total             | Sous-total            | 5           | 0           | 0           | 0               | 0               | 0               | 0                 | 0                 | 0                 | 5     | 0     | 0     |
| 2017-2018             | Stade rennais FC       | Ligue 1               | 6           | 1           | 0           | -               | -               | -               | -                 | -                 | -                 | 6     | 1     | 0     |
| 2017-2018             | Valenciennes FC (prêt) | Ligue 2               | 12          | 1           | 0           | -               | -               | -               | -                 | -                 | -                 | 12    | 1     | 0     |
| 2018-2019             | US Orléans (prêt)      | Ligue 2               | 27          | 7           | 2           | 3               | 1               | 0               | 4                 | 1                 | 0                 | 34    | 9     | 2     |
| 2019-2020             | SM Caen (prêt)         | Ligue 2               | 5           | 0           | 0           | -               | -               | -               | -                 | -                 | -                 | 5     | 0     | 0     |
| Sous-total            | Sous-total             | Sous-total            | 50          | 9           | 2           | 3               | 1               | 0               | 4                 | 1                 | 0                 | 57    | 11    | 2     |
| 2020-2021             | Clermont Foot          | Ligue 2               | 33          | 2           | 0           | 1               | 1               | 0               | -                 | -                 | -                 | 34    | 3     | 0     |
| 2021-2022             | Clermont Foot          | Ligue 1               | 15          | 1           | 1           | 2               | 2               | 0               | -                 | -                 | -                 | 17    | 3     | 1     |
| Sous-total            | Sous-total             | Sous-total            | 48          | 3           | 1           | 3               | 3               | 0               | 0                 | 0                 | 0                 | 51    | 6     | 1     |
| 2021-2022             | Grenoble Foot 38       | Ligue 2               | 12          | 3           | 0           | -               | -               | -               | -                 | -                 | -                 | 12    | 3     | 0     |
| 2022-2023             | Grenoble Foot 38       | Ligue 2               | 29          | 4           | 2           | 6               | 3               | 1               | -                 | -                 | -                 | 35    | 7     | 3     |
| Sous-total            | Sous-total             | Sous-total            | 41          | 7           | 2           | 6               | 3               | 1               | 0                 | 0                 | 0                 | 47    | 10    | 3     |
| 2023-2024             | Stade lavallois        | Ligue 2               | 15          | 0           | 2           | 3               | 1               | 0               | -                 | -                 | -                 | 18    | 1     | 2     |
| 2024-2025             | Stade lavallois        | Ligue 2               | 8           | 1           | 1           | 2               | 0               | 1               | -                 | -                 | -                 | 10    | 1     | 2     |
| Sous-total            | Sous-total             | Sous-total            | 23          | 1           | 3           | 5               | 1               | 1               | -                 | -                 | -                 | 28    | 2     | 4     |
| Total sur la carrière | Total sur la carrière  | Total sur la carrière | 119         | 17          | 7           | 11              | 5               | 1               | 4                 | 1                 | 0                 | 134   | 23    | 8     |